# Lispe hebeiensis
Lispe hebeiensis är en tvåvingeart som beskrevs av Ma och Tian 1993. Lispe hebeiensis ingår i släktet Lispe och familjen husflugor.
Artens utbredningsområde är Liaoning (Kina). Inga underarter finns listade i Catalogue of Life.